# 丹轆省
丹轆省（Tarlac或Tarlak），又譯、太歷省、達拉省、德拉克省，是一個位於菲律賓的內陸省份，位於呂宋本島。丹轆省的首府位於丹轆市，東接新怡诗夏省，南鄰邦板牙省，西接三描礼士省，北鄰第一區的邦阿西楠省。丹轆省與奥罗拉、巴丹、布拉干、新怡诗夏、邦板牙省及三描礼士各省合組成為中央呂宋大區。

## 人口
根據菲律賓在2000年的人口統計，丹轆省有人口1,068,783人，人口密度達350/km²。有一半人口說邦板牙語，但他加祿語及伊羅戈斯語（伊洛卡诺语）亦通行。

## 教育
- 太歷國立大學（Tarlac State University）